# Meurtres de journalistes pendant la guerre de Gaza

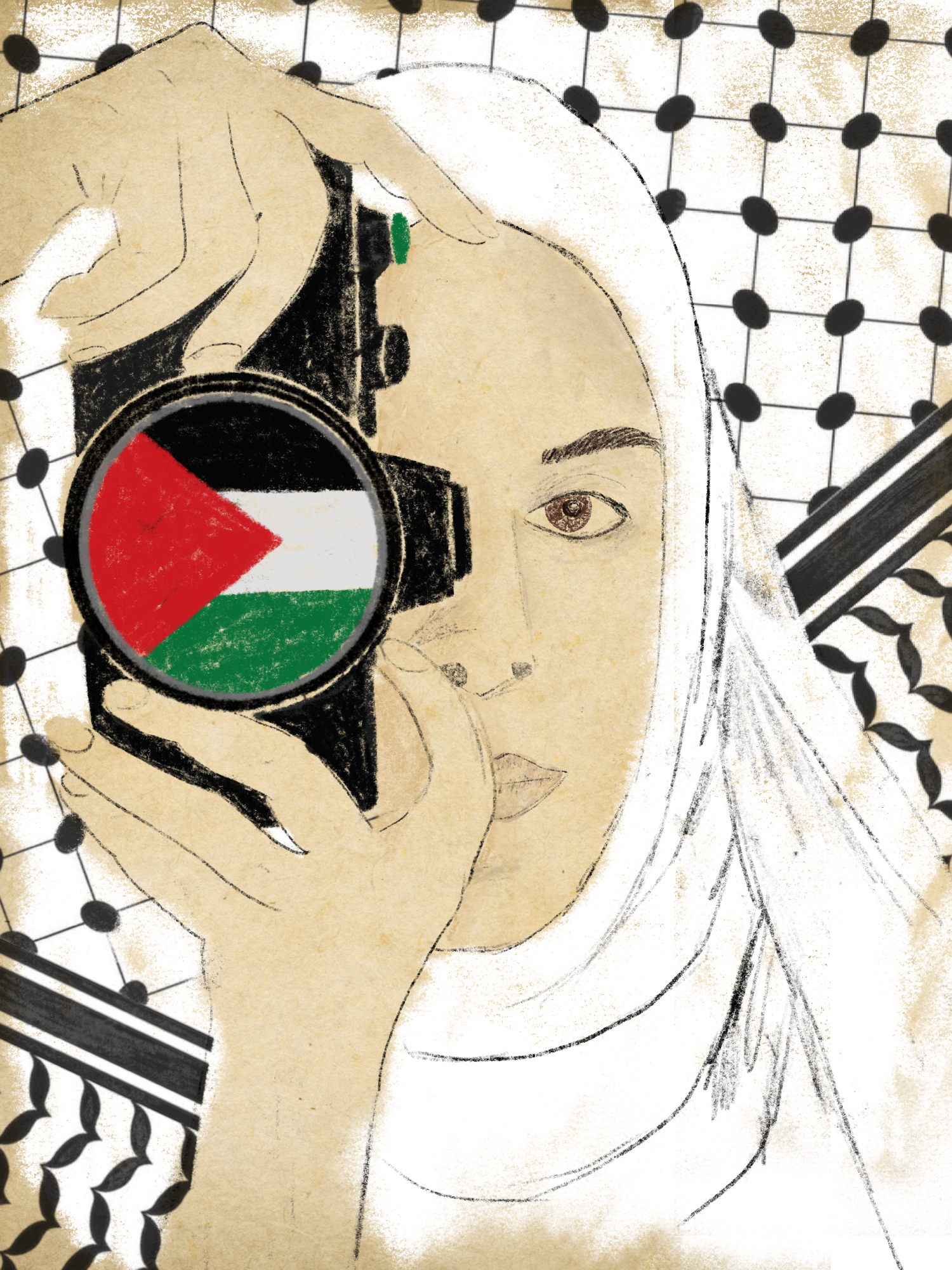
Portrait de la photojournaliste Fatima Hassouna, par Andrea Ebert. Le 16 avril 2025, elle et dix membres de sa famille, dont sa sœur enceinte, sont tués par un missile israélien. Fatima Hassouna était la protagoniste du documentaire Put Your Soul on Your Hand and Walk'.

Les meurtres de journalistes pendant la guerre de Gaza depuis 2023, ainsi que d’autres actes de violence contre les journalistes, font de cette guerre la période la plus meurtrière pour les journalistes dans le conflit israélo-palestinien, et le conflit le plus meurtrier pour les journalistes au XXIe siècle. Au mois d'avril 2025, ce sont 210 journalistes palestiniens qui ont été tués par Israël. Selon Reporters sans frontières, l'armée israélienne a délibérément pris pour cible des journalistes palestiniens et libanais.
Pour le chef du Comité pour la protection des journalistes, « la guerre d’Israël contre Gaza est plus meurtrière pour les journalistes que toute autre guerre précédente »,. Les journalistes palestiniens morts dans la guerre d'Israël à Gaza représentent 75 % des journalistes tués dans le monde en 2023,, et 72 % en 2024. De même, d'après un rapport de l’université Brown (États-Unis), le nombre de journalistes tués en dix-huit mois à Gaza excède le total de ceux qui ont péri durant les deux guerres mondiales et cinq autres conflits majeurs des XXe et XXIe siècles.
De son côté, Israël accuse sans preuve les journalistes palestiniens ciblés par les frappes d'être des combattants du Hamas ou du Jihad islamique. Toutefois, le Guardian déclare que contrairement au droit international, Israël a ciblé des journalistes palestiniens affiliés au Hamas, malgré leur non-implication dans les combats, contestant ainsi la version d'Israël d'avoir ciblé des combattants. 

## Contexte

### Des journalistes ciblés depuis longtemps
Les meurtres de journalistes par les forces de défense israéliennes (FDI) ont un long passé. Pour Alain Gresh, il ne fait aucun doute qu’ils sont volontaires : 35 journalistes internationaux et palestiniens ont été tués dans les zones d’opérations des FDI entre 2001 et 2021, alors qu’aucun journaliste israélien n’est tué dans les mêmes circonstances. Il relève aussi que, Israël refusant systématiquement une enquête internationale, c’est « le criminel [...] qui enquête sur le crime qu’il a commis » et les enquêtes des FDI sur les meurtres de journalistes par les soldats des FDI n’aboutissent jamais.

### Black-out médiatique de l'enclave de Gaza depuis 2023
Depuis le début de la guerre en octobre 2023, Israël interdit l'accès de l'enclave à tous les journalistes étrangers, à l'exception de visites ponctuelles accompagnées et dirigées par l'armée israélienne. Ce verrouillage de l'information est critiqué par de nombreux médias et associations de journalistes. En juin 2025, 130 médias et associations, dont Reporters sans frontières, exigent la fin du black-out médiatique de l'enclave.
Dans ces conditions, c'est la chaîne qatarie Al-Jazeera, qui opère massivement depuis l'enclave et diffuse ses reportages, le Qatar étant un des principaux médiateurs entre Israël et le Hamas.  Al-Jazeera affirme en août 2025 que 10 de ses journalistes ont été tués depuis le début de la guerre entre Israël et le Hamas.

## Pertes humaines
La guerre entre Israël et le Hamas a débuté au lendemain des attaques du 7 octobre contre Israël par le Hamas, le Jihad islamique et des civils gazaouis. Ces attaques ont provoqué la mort de 1 139 personnes, dont 815 civils.  Les terroristes ont également pris 251 personnes en otage lors de l'attaque initiale du 7 octobre contre Israël,. Le jour-même, l'armée israélienne lance une contre-offensive.
Côté palestinien, selon le Bureau de la coordination des affaires humanitaires, au 4 juin 2025, 54 607 personnes ont été tuées, dont 15 613 enfants et 8 304 femmes. De même, au mois d'avril 2025, ce sont 210 journalistes palestiniens qui ont été tués par Israël, et plus de 224 travailleurs humanitaires, dont 179 employés de l'UNRWA.
La grande majorité des victimes se trouvent dans la bande de Gaza où, selon un rapport du Centre palestinien de recherche sur les politiques et les enquêtes, plus de 60 % des Gazaouis ont perdu des membres de leur famille depuis le 7 octobre. Le bilan des décès rapporté par l'UNOCHA provient du ministère de la Santé de Gaza. Le total des victimes comprend tous les décès signalés, tandis que la répartition démographique utilise uniquement les victimes avec des identités associées. Selon le ministère de la Santé gazaoui (au 30 avril 2024) 24 686 victimes ont été spécifiquement identifiées par les hôpitaux, les membres de la famille et les rapports des médias; parmi elles, 52 % sont des femmes et des mineurs, 43 % sont des hommes de plus de 18 ans et 5 % ne sont pas identifiées par âge ou sexe. Le décompte du ministère n'inclut pas les personnes décédées de « maladies évitables, de malnutrition et d'autres conséquences de la guerre ». Une analyse du Gaza Health Projections Working Group prédit des milliers de décès supplémentaires dus à des maladies et à des complications à la naissance.
L'Association des journalistes arabes et du Moyen-Orient condamne le nombre élevé de victime tout en réaffirmant : « Prendre pour cible des journalistes est une violation flagrante de la liberté de la presse et du droit international des droits de l'homme ». Selon le Comité pour la protection des journalistes : « Un nombre plus important de journalistes ont été tués au cours des trois premiers mois de la guerre entre Israël et Gaza qu'il n'y en a jamais eu dans un seul pays au cours d'une année entière ».

## Journalistes tués par l'armée israélienne
Le 7 octobre, la police israélienne endommage le matériel d'une équipe de télévision en reportage à Ashkelon. Le même jour, Ibrahim Mohammad Lafi, photojournaliste pour l'agence Ain Media, est tué par balle lors d'un reportage au poste-frontière d'Erez ; Mohammed Jarghoun, journaliste pour Smart Media, est tué par balle, alors qu'il couvre la montée des tensions à l'est de Rafah et Mohammad al-Salhi, photojournaliste pour l'agence Fourth Authority News, est tué par balles, alors qu'il couvre les événements survenus près du camp de Bureij. Le journaliste Omar Abu Shawish est par ailleurs tué à Gaza. 
Les journalistes Ibrahim Qanan, Nidal Al Wahidi et Haitham Abdelwahid ont également été victimes de diverses formes de violence ou ont disparu,,.
Le 10 octobre 2023, la frappe aérienne de la tour Hajji détruit un immeuble abritant des bureaux de journalistes, tuant au moins trois journalistes ainsi que des civils,,,. Salam Khalil, responsable du Comité des femmes journalistes du Syndicat des journalistes de Gaza, est enterrée sous les décombres de sa maison avec sa famille lors d'une frappe israélienne le même jour et présumée morte. Elle sera ensuite retrouvée vivante avec ses enfants,.
Le 29 septembre 2024 Wafa Al-Udaini, une journaliste palestinienne est tuée avec sa famille lors d'une frappe aérienne sur sa maison. Elle avait évoqué des menaces reçue peu avant,.
En octobre, le journaliste de Reuters Issam Abdallah (en) est tué et six autres personnes sont blessées par l'armée israélienne dans le sud du Liban. La conclusion d'un rapport de février 2024 de la force intérimaire des Nations Unies au Liban montre qu'un char israélien a tiré sur des « journalistes clairement identifiables », ce qui contrevient au droit international. Le rapport « estime qu'il n'y avait pas d'affrontement au moment de l'incident », sans aucune trace d'un quelconque échange de tirs à travers la frontière pendant les 40 minutes précédant les tirs du char. Tsahal affirme avoir riposté à des tirs du Hezbollah.
Le 17 novembre, la chaîne d'information turque TRT World diffuse des images montrant la police israélienne attaquant son équipe de rédaction, amenant le ministre turc des Communications Fahrettin Altun à la déclaration suivant : « Cette attaque odieuse ajoute un nouvel embarras au bilan d'Israël en matière de liberté de la presse ». Le 19 novembre 2023, six professionnels des médias sont tués par les forces israéliennes en seulement 24 heures. Le 3 décembre, selon le Comité pour la protection des journalistes, 54 journalistes palestiniens ont été tués dans la guerre jusqu'à présent. Le 14 décembre, les Nations Unies annoncent que « Gaza semble être devenue l'endroit le plus meurtrier pour les journalistes – et leurs familles – dans le monde». À la suite d'une attaque israélienne contre une tente de journalistes à l'hôpital al-Aqsa le 31 mars 2024, Al Jazeera English déclare : « Les journalistes ont été systématiquement pris pour cible tout au long de ce conflit ».
Le 26 décembre 2024, Cinq journalistes sont tués dans une frappe des forces aérienne israélienne contre leur véhicule près d'un hôpital du camp de réfugiés de Nuseirat, dans le gouvernorat de Deir el-Balah, à Gaza.
Du 7 octobre 2023 au 14 avril 2025, Mediapart recense 179 journalistes tués par Israël.

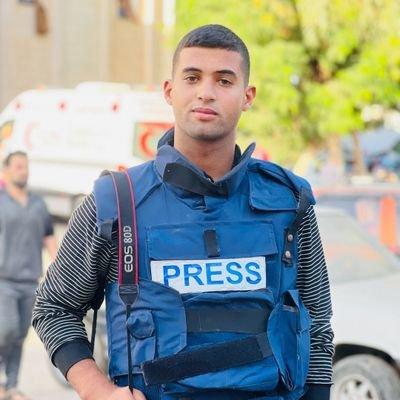
Hossam Shabat, journaliste dAl Jazeera tué le 24 mars 2025, à l'âge de 23 ans, par un bombardement israélien sur son véhicule.

Le journaliste Hossam Shabat de la chaîne Al Jazeera est tué le 24 mars 2025 dans une frappe israélienne visant sa voiture. Le même jour, un journaliste de Palestine Today est tué dans une autre frappe.
Le 4 avril 2025, l'armée israélienne revendique avoir tué Mohammed Salah Al-Bardawil, un journaliste de la radio proche du Hamas Al-Aqsa, tué quelques jours plus tôt avec son épouse et leurs trois enfants dans une frappe sur leur maison.
Le 7 avril 2025, une frappe israélienne pendant la nuit sur une tente de journalistes à Khan Younès fait au moins un mort, Youssef el-Khazandar, qui était journaliste pour l’agence d'information Palestine Today, et huit blessés, dont plusieurs grièvement. Dans la vidéo relayée par al-Jazeera, un homme est vu en train de brûler vif, tandis que le feu consume la tente, sous les cris affolés des habitants. Un deuxième journaliste, Ahmed Mansour, meurt des suites de ses blessures. Reporters sans frontières (RSF) a condamné la frappe de cette tente « connue pour abriter des professionnels de l’information ». Parmi les blessés figure Hassan Aslih, fondateur de l’agence de presse Alam 24. C’est lui que l’armée israélienne a annoncé avoir voulu viser par son attaque, l’accusant d’être un « terroriste ».
Le 16 avril 2025, Fatima Hassouna, photojournaliste de 25 ans, est tuée avec dix membres de sa famille, dont sa sœur enceinte. Elle était la protagoniste du documentaire Put Your Soul on Your Hand and Walk de la cinéaste iranienne exilée Sepideh Farsi, a qui elle a envoyé des vidéos pendant un an pour montrer « le massacre en cours des Palestiniens ». La veille de sa mort, le documentaire avait été sélectionné pour le prochain festival de Cannes. Selon l’armée israélienne, elle a ciblé « un membre du Hamas »  impliqué « dans des attaques contre des soldats et des civils israéliens », précisant « avoir pris des précautions pour éviter des victimes civiles ». Consciente des risques d'être tuée en tant que journaliste, Hassouna écrit sur les réseaux sociaux « si je meurs, (...) je veux une mort dont le monde entier entendra parler, une empreinte qui restera à jamais (...) ».
Le 7 mai 2025, le journaliste Yahya Sobeih est tué, avec plus d'une trentaine d'autres personnes, dans des frappes israéliennes sur un marché de la ville de Gaza. Le même jour, Nourredin Matar Abdo est tué alors qu'il couvrait une frappe sur l'école Al-Karama, dans le quartier d'Al-Touffah de Gaza. L'établissement, qui abritait des familles déplacées, avait été bombardé une première fois à l'aube, puis une seconde fois alors que les secouristes évacuaient les blessés.
Le 13 mai 2025, le directeur de l'agence de presse palestinienne Alam24 est tué dans une frappe israélienne sur l'hôpital Nasser de Khan Younès. Le journaliste avait déjà été visé par une frappe israélienne le 7 avril.
Le 19 mai 2025, cinq journalistes et leurs familles sont tués dans des bombardements israéliens nocturnes sur des tentes de réfugiés.
Le 5 juin 2025, trois journalistes sont tués par des drones israéliens qui ont bombardé la cour de l’hôpital Al-Ahli Arabi dans la ville de Gaza, et six autres personnes blessées.
Le 30 juin, le photojournaliste Ismaïl Abou Hatab est tué dans le bombardement par Israël d'un café internet de Gaza. L'attaque a fait une vingtaine d'autres victimes.
Le 10 août, cinq journalistes d'Al Jazeera sont ciblés délibérément par Tsahal, dont « Anas al-Sharif, l’un des journalistes les plus célèbres de la bande de Gaza ».

## Journalistes tués par le Hamas
Quatre journalistes et photographes israéliens sont tués le 7 octobre lors de l'attaque du Hamas contre Israël, dont Yaniv Zohar, photographe pour Israel Hayom, tué avec sa femme et ses deux filles lors du massacre de Nahal Oz ; Roy Edan, photographe pour Ynet, tué lors du massacre de Kfar Aza ; et deux rédacteurs tués lors du massacre du festival de musique de Re'im : Shai Regev, rédacteur en chef des informations sur le divertissement pour Ma'ariv, et Ayelet Arnin, rédactrice pour KAN.
Des photojournalistes israéliens circulant dans un convoi en direction de Réïm ont été attaqués par des hommes armés du Hamas alors qu'ils documentaient la scène d'un des massacres. Les journalistes ont été secourus par des réservistes de Tsahal après un échange de tirs qui a duré environ une demi-heure.

## Autres violences contre les journalistes
Outre les personnes tuées, disparues ou détenues, le Comité pour la protection des journalistes a reçu de nombreux rapports faisant état de dommages causés aux bureaux et aux domiciles de journalistes, et estime que « 48 installations médiatiques à Gaza ont été touchées ou détruites ». Le 5 février 2024, un journaliste palestinien partage des images authentifiées d’un immeuble résidentiel en feu dans le quartier d’Al-Amal à Khan Younès, Israël ayant ciblé les maisons de deux journalistes.
À Gaza, Mohammed Balousha, un journaliste ayant révélé l'histoire des bébés prématurés morts à l'hôpital Nasser, est blessé par balle par l'armée israélienne. Selon le journaliste Hossam Shabat (finalement assassiné par Tsahal en mars 2025), l'armée israélienne a menacé de bombarder sa maison s'il ne quittait pas Beit Hanoun. Le 29 décembre, deux journalistes d'Al Jazeera en Cisjordanie sont agressés et battus par des soldats israéliens. Le gouvernement canadien annonce qu'un journaliste et travailleur humanitaire canadien, Mansour Shouman, est porté disparu, celui-ci étant probablement détenu ou décédé lors de son évacuation de Khan Younès vers Rafah. Un journaliste perd une jambe à la suite d'un tir de sniper en février 2024. Des images de l'agence de presse Shehab montrent des journalistes pris pour cible par des tirs israéliens dans la ville de Gaza le 20 février. Le 27 février, le journaliste d'Al Jazeera Tareq Abu Azzoum évite de peu une attaque de drone israélien. Ismail al-Ghoul, journaliste à l'hôpital Al-Shifa lors du raid israélien de mars 2024, déclare que les journalistes ont été déshabillés, forcés de s'allonger sur le ventre, les yeux bandés et interrogés au bout de douze heures.
En Israël, une foule de militants d'extrême droite a pris d'assaut le domicile du journaliste israélien Israel Frey après avoir dédié une prière aux victimes de la guerre à Gaza, menaçant également sa famille,. En juin 2024, des journalistes sont agressés par des Israéliens d’extrême droite lors de la marche du Jour de Jérusalem,.
En mai 2025, une journaliste française et ses collègues palestiniens sont visés par des tirs de Tsahal en Cisjordanie occupée.

## Réponse et enquête internationales
Selon Lucciano Zaccara, professeur à l'université du Qatar, « dans aucune zone de conflit il n'existe une situation semblable à celle-ci ». Le ministère jordanien des Affaires étrangères appelle la communauté internationale à mettre fin aux abus israéliens contre les journalistes. Jeremy Scahill déclare qu'Israël « tue systématiquement les journalistes palestiniens ». « Les journalistes à Gaza doivent être protégés », pointe la ministre belge des Affaires étrangères Hadja Lahbib. Selon Hassan Barari, professeur d'études internationales à l'université du Qatar, « Tsahal cible les correspondants d'Al Jazeera simplement parce qu'ils veulent les faire taire ».
Adil Haque, professeur de droit à l'université Rutgers, commente la déclaration d'un porte-parole de Tsahal selon laquelle il n'y a « aucune différence » entre travailler pour le réseau de médias Al-Aqsa et appartenir à la branche armée du Hamas. Il qualifie la notion avancée par le porte-parole de « malentendu total ou simplement de mépris volontaire du droit international […] Si un journaliste ne fait pas partie de la branche militaire du Hamas, s'il n'est pas un combattant par rôle ou par fonction, alors il est un civil, à moins qu'il ne participe directement aux hostilités ». Haque ajoute : « Il est choquant d'entendre qu'un membre de l'armée révèle ouvertement et publiquement soit son ignorance, soit son mépris de ce principe fondamental ». L'armée israélienne a ensuite publié une déclaration se distanciant des commentaires du porte-parole.
En février 2024, après une frappe de drone israélienne ayant gravement blessé plusieurs correspondants d'Al Jazeera, le porte-parole du secrétaire d’État américain déclare « continuer à dialoguer avec le gouvernement israélien pour faire comprendre que les journalistes doivent être protégés ». Le comité de rédaction du Financial Times écrit à propos des journalistes palestiniens à Gaza : « Le rôle des courageux journalistes qui informent le monde de ce qui se passe devient de plus en plus important. Pourtant, ils endurent également d’incroyables souffrances et des pertes effroyables »/ Le 29 février 2024, plus de 30 organisations de presse, dont l’Associated Press, l'Agence France-Presse et Reuters, signent une lettre ouverte en solidarité avec les journalistes de Gaza.
« Je suis profondément troublé par le nombre de journalistes tués dans ce conflit » partage le secrétaire général des Nations unies, Antonio Guterres. En août 2024, le HCDH condamne le meurtre des journalistes d’Al Jazeera Ismail Al-Ghoul et Rami Al-Rifi, communiquant : « Les journalistes palestiniens jouent un rôle essentiel en informant le monde de la réalité à Gaza, où Israël n’a pas autorisé les journalistes internationaux à entrer. Réduire au silence les journalistes palestiniens occulte la réalité choquante de Gaza ».
Dans un rapport d’août 2024, le Comité pour la protection des journalistes a épinglé la « pratique récurrente d’Israël consistant à accuser des journalistes de terrorisme sans fournir de preuves crédibles » afin de justifier leur assassinat. Reporters sans frontières a dénoncé la « volonté claire d’Israël d’imposer un black-out médiatique sur Gaza » en tuant les journalistes. Selon un rapport de l’université Brown (Etats-Unis), « la guerre de Gaza a, depuis le 7 octobre 2023, tué plus de journalistes que la guerre de Sécession, les deux guerres mondiales, la guerre de Corée, la guerre du Vietnam (y compris les conflits au Cambodge et au Laos), les guerres en Yougoslavie dans les années 1990 et 2000, et la guerre d’Afghanistan après le 11 septembre réunies »,.

## Funérailles
Les funérailles des journalistes tués ont lieu dans leurs pays respectifs. Au Liban, un grand rassemblement a assisté aux funérailles d'Issam Abdallah (en) dans sa ville natale. Son corps a été décoré d'un drapeau libanais et transporté de sa résidence familiale au cimetière voisin de la ville de Khiam, dans le sud du pays,,.